# Museo Marítimo de Asturias
El Museo Marítimo de Asturias es un museo español situado en la localidad asturiana de Luanco que pertenece a la red de museos etnográficos de Asturias.
Fue inaugurado en el año 1948 por el ayuntamiento de Gozón y está dedicado al mar, tanto en la vertiente biológica como de obra del hombre en su relación con el mar.

## El museo
Está dividido en cuatro secciones:

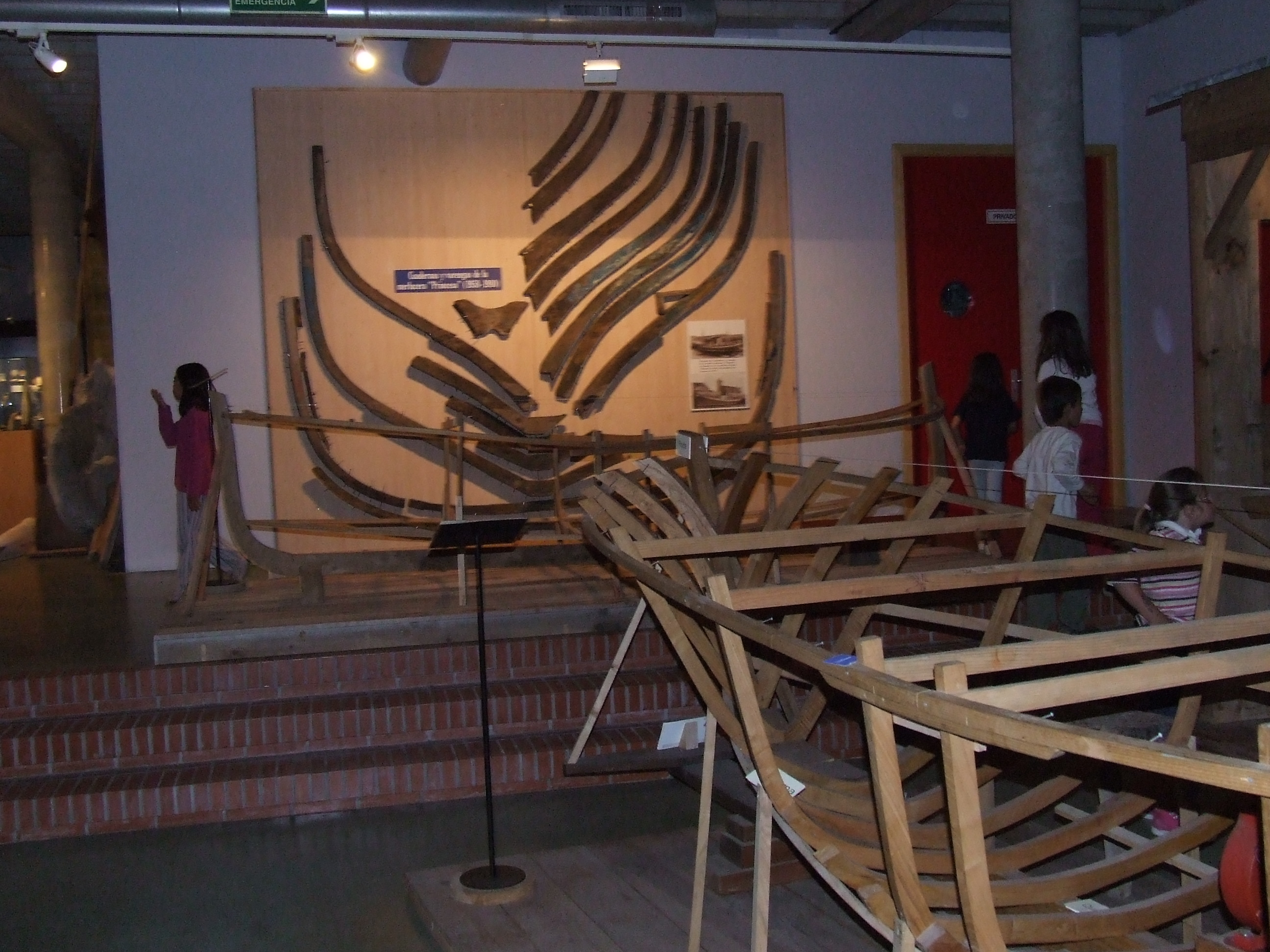
Carpintería de ribera..

- Biología marina: En este espacio el museo se centra en el medio marino. La exposición abarca diferentes animales y vegetales desde la época prehistórica hasta nuestros días.
- Carpintería de ribera: En esta sección se trata de mostrar las embarcaciones marineras así como fotografías, herramientas, planos, etc.
- Pesca tradicional: Aquí podemos ver los aparejos, redes, anclas y demás útiles usados en la pesca artesanal.
- Historia de la navegación: Las maquetas que conforman esta sección nos muestran la evolución de las embarcaciones desde la antigüedad hasta nuestros días. En esta zona se puede ver también una pequeña muestra sobre la Armada española y la marina mercante asturiana.